# حديقة مازيبا الوطنية
مازيبا هي حديقة وطنية في ولاية كوينزلاند، أستراليا، 821 كم شمال غرب بريزبن.